# Pär Lagerkvist
Pour les articles homonymes, voir Lagerkvist.
Œuvres principales
Le Nain

Barabbas

Le Bourreau
Pär Lagerkvist, né le 23 mai 1891 à Växjö et mort le 11 juillet 1974 à Lidingö, est un écrivain suédois. Il a reçu le prix Nobel de littérature en 1951,.

## Biographie
Dernier des sept enfants d'un garde-barrière, dans la région rurale et très chrétienne du Småland, il reçoit une éducation pieuse. Il rompt avec le protestantisme durant son adolescence, devenant durablement socialiste, tout en gardant un intérêt marqué pour les traditions et récits bibliques. Se destinant assez tôt à la carrière d’écrivain, avec des ambitions modernistes, il étudie l’histoire de l’art et la littérature à l’université d'Uppsala. En 1913, il passe un an à Paris, où il s’enthousiasme pour le cubisme et l’expressionnisme. Il fait connaître Pablo Picasso en Suède.
Pendant la Première Guerre mondiale, il se fixe à Copenhague ; il y écrit Angst et ses premières pièces de théâtre. Il y fait également la connaissance de Karen Sørensen, qu’il épouse en 1918. Dramaturge et poète, il est aussi journaliste politique et critique d’art.
En 1925, il épouse Elaine Luella Hallberg, veuve du peintre Gösta Sandels, dont il a un fils, Bengt Anders Lagerkvist. Revenu en 1930 en Suède, à Lidingö près de Stockholm, il entre à l’Académie suédoise en 1940.
En 1943 paraît Le Nain, une fable ironique sur le mal, grâce auquel il connaît une célébrité internationale, au-delà de la Scandinavie. En 1950, il publie Barabbas, roman salué par André Gide comme un chef-d’œuvre, adapté au cinéma en 1953 et en 1961, et décisif pour lui faire remporter le prix Nobel.
Son épouse est décédée en 1967.

## Œuvre

### Romans
- Gäst hos verkligheten, 1925 L'Exil de la terre, traduit par Vincent Fournier, Paris, Stock, coll. « (Le Cabinet cosmopolite » no 4, 1977, 191 p.  (ISBN 2-234-00775-5) ; réédition dans un volume incluant Chronique d'un amour, Paris, Stock, coll. « Nouveau Cabinet cosmopolite », 1986, 164 p.  (ISBN 2-234-01910-9) ; réédition, Paris, Stock, coll. « Bibliothèque cosmopolite », 1992, 164 p.  (ISBN 2-234-02454-4)
- Det besegrade livet (Le triomphe sur la vie), 1927
- Bödeln, 1933 Le Bourreau, traduit par Marguerite Gay et Gerd de Mautort, dans le volume Le Bourreau, suivi de Contes cruels et de Le Sourire éternel, Paris, Delamain et Boutelleau, coll. « scandinave », 1952, 235 p. ; réédition seule du Bourreau, Paris, Stock, coll. « Bibliothèque cosmopolite » no 91, 1988, 119 p.  (ISBN 2-234-02123-5) ; réédition, Paris, Stock, coll. « Bibliothèque cosmopolite », 1997, 119 p.  (ISBN 2-234-04748-X)
- Dvärgen, 1944 Le Nain, traduit par Marguerite Gay, Paris, Delamain et Boutelleau, coll. « scandinave », 1946, 217 p. ; réédition, Paris, Stock, coll. « Bibliothèque cosmopolite », 1997, 268 p.  (ISBN 2-234-04801-X) ; réédition, Paris, Stock, coll. « La Cosmopolite », 2003, 270 p.  (ISBN 2-234-05580-6)
- Barabbas, 1950 (roman) Barabbas, traduit par Marguerite Gay et Gerd de Mautort, Paris, Delamain et Boutelleau, coll. « scandinave », 1950, 205 p. ; réédition, Paris, LGF, coll. « Le Livre de poche » no 874, 1962, 187 p. (BNF 33068885) ; réédition, Paris, LGF, coll. « Le Livre de poche. Biblio » no 3072, 1986  (ISBN 2-253-03893-8) ; réédition, Paris, Stock, coll. « La Cosmopolite », 2008, 161 p.  (ISBN 978-2-234-06174-3)
- Sibyllan, 1956 La Sibylle, traduit par Marguerite Gay et Gerd de Mautort, Paris, Stock, 1957, 223 p. ; réédition, Paris, Stock, coll. « Bibliothèque cosmopolite », 1993, 222 p.  (ISBN 2-234-01608-8)
- Ahasverus död (roman) La Mort d'Ahasverus, traduit du suédois par Marguerite Gay et Gerd de Mautort, Paris, Stock, 1961, 143 p. ; réédition, Paris, Stock, coll. « Bibliothèque cosmopolite », 1987, 139 p.  (ISBN 2-234-01685-1)
- Pilgrim på havet, 1962 Pèlerin sur la mer, traduit par Marguerite Gay et Gerd de Mautort, Paris, Stock, 1962, 155 p. ; réédition, Paris, Stock, coll. « Bibliothèque cosmopolite », 1985, 155 p.  (ISBN 2-234-01794-7)
- Det heliga landet, 1964 La Terre sainte, traduit par Raymond Albeck, Paris, Stock, 1965, 111 p. ; réédition, Paris, Stock, coll. « Bibliothèque cosmopolite », 1985, 106 p.  (ISBN 2-234-01795-5)
- Mariamne, 1967 Mariamne, traduit par Jeanne Gauffin, Paris, Balland, coll. « L'Instant romanesque » no 31, 1981, 106 p.  (ISBN 2-7158-0327-3)
- Den svåra resan, 1985 (roman posthume) Chronique d'un amour, traduit par Jacqueline Le Bras, dans L'Exil de la terre ; suivi de Chronique d'un amour, Paris, Stock, coll. « Nouveau Cabinet cosmopolite », 1986, 164 p.  (ISBN 2-234-01910-9) ; réédition, Paris, Stock, coll. « Bibliothèque cosmopolite », 1992, 164 p.  (ISBN 2-234-02454-4)

### Nouvelles et recueils de nouvelles
- Människor (Les hommes), 1912 (nouvelle)
- Två sagor om livet (Deux contes sur la vie), 1913 (nouvelles)
- Järn och människor (L'acier et les hommes), 1915 (nouvelles)
- Det eviga leendet, 1920 Le Sourire éternel, traduit par Marguerite Gay et Gerd de Mautort, dans le volume Le Bourreau, suivi de Contes cruels et de Le Sourire éternel, Paris, Delamain et Boutelleau, coll. « scandinave », 1952, 235 p. ; réédition de Le Sourire éternel, précédé par Contes cruels, Paris, Stock, coll. « Bibliothèque cosmopolite », 1997, 122 p.  (ISBN 2-234-02007-7)
- Onda sagor, 1924 Contes cruels, traduit par Marguerite Gay et Gerd de Mautort, dans le volume Le Bourreau, suivi de Contes cruels et de Le Sourire éternel, Paris, Delamain et Boutelleau, coll. « scandinave », 1952, 235 p. ; réédition de Contes cruels suivi de Le Sourire éternel, Paris, Stock, coll. « Bibliothèque cosmopolite », 1997, 122 p.  (ISBN 2-234-02007-7)
- Kämpande ande (Esprit combatif), 1930 (nouvelles : contient Bröllopsfesten (La noce) ; Guds lille handelsresande ; Själarnas maskerad (Âmes masquées) ; Uppbrottet) Âmes masquées, traduit et présenté par Régis Boyer, Paris, Pierre Jean Oswald, coll. « La source de la liberté ou la solution intégrale » no 8, 1974, 125 p. ; nouvelle édition augmentée sous le titre Âmes masquées ; La Noce, traduit du suédois et présenté par Régis Boyer, Paris, Flammarion, coll. « G.F. » no 424, 1986, 183 p. (G.F.)  (ISBN 2-08-070424-9)
- Den knutna näven (Le poing fermé), 1934 (nouvelles : contient Stridsland ; Evighetsland ; Undret i Delphi ; Hellensk morgondröm)
- I den tiden, 1935 (nouvelles) En ce temps-là, traduit par Gérard Mantion, édition bilingue, dessins de Michèle Katz, Paris, Lettres modernes, coll. « Passsport » no 9, 1965, 55 p. (BNF 33068887)
- Den befriade människan (L'homme libéré), 1939 (nouvelles)
- Prosa, 1949 (nouvelles : contient Prosastycken ur Ångest ; Den fordringsfulla gästen ; Det eviga leendet ; Morgonen ; Onda sagor)

### Poésie
- Motiv, 1914
- Ångest, 1916 Angoisse, traduit par Karl Poulsen, Saint-Pierre-la-Vieille, Atelier la Feugraie, coll. « L'allure du chemin. Domaine étranger », 1996, 49 p.  (ISBN 2-905408-32-4)
- Den lyckliges väg (La voie heureuse), 1921
- Hjärtats sånger (Chants du cœur), 1926
- Vid lägereld, 1932
- Genius (Le génie), 1937
- Sång och strid (Chant et conflit), 1940
- Dikter, 1941
- Hemmet och stjärnan (Foyer et étoiles), 1942
- Aftonland, 1953 Pays du soir, extraits traduits par Gunilla de Ribaucourt, édition bilingue, Paris, Arfuyen, coll. « Cahiers : textes suédois » no 2, 1981, 30 p. ; réédition, Pays du soir, Paris, Arfuyen, coll. « Neige » no 11, 2005, 135 p.  (ISBN 2-84590-076-7)

### Théâtre
- Sista människan (Le dernier homme), 1917
- Kaos (Chaos), 1919
- Himlens hemlighet (Le secret du Ciel), 1919
- Den osynlige (Les invisibles), 1923
- Han som fick leva om sitt liv (L'homme qui vivait sa vie), 1928
- Konungen (Le roi), 1932
- Människan utan själ (L'homme sans âme), 1936
- Seger i mörker (Victoire dans le noir), 1939
- Midsommardröm i fattighuset (Songe d'une nuit dans l'usine), 1941 (pièce radiophonique)
- De vises sten (La pierre philosophale), 1947
- Låt människan leva (Laissez l'homme vivre), 1949

### Essais
- Modern Teater, 1918
- Ordkonst och bildkonst (Littérature et art), 1913

## Hommage
En 2015, lors de la réhabilitation, conçue par le sculpteur Roger Vène, de l'esplanade conduisant à la bibliothèque municipale, la Ville de Dinan (France)  lui rend hommage avec l'installation de son buste en bronze (H. 76 cm)